# Fontaine-lès-Cappy

Fontaine-lès-Cappy este o comună în departamentul Somme, Franța. În 1 ianuarie 2022 avea o populație de 56 de locuitori.